# Caudron C.161
Le Caudron C.161 est un biplan biplace français léger conçu par Caudron pour le sport ou l'entraînement en vol.